# Bruno Felipe Souza da Silva
Bruno Felipe Souza da Silva (San Paolo, 26 maggio 1994) è un calciatore brasiliano, attaccante del Pafos.

## Carriera
Il 23 gennaio 2018 viene acquistato in prestito per una stagione e mezza dalla squadra greca dell'Atromītos.

## Palmarès

### Club

#### Competizioni nazionali
- Campionato greco: 1

Olympiakos: 2019-2020
- Coppa di Grecia: 1

Olympiakos: 2019-2020
- Campionato moldavo: 1

Sheriff Tiraspol: 2021-2022
- Coppa di Moldavia: 1

Sheriff Tiraspol: 2021-2022
- Coppa di Cipro: 1

Pafos: 2023-2024
- Campionato cipriota: 1

Pafos: 2024-2025